# Nesiergus halophilus
Nesiergus halophilus là một loài nhện trong họ Theraphosidae.
Loài này thuộc chi Nesiergus. Nesiergus halophilus được Pierre L. G. Benoit miêu tả năm 1978.